# Percy Goodison
Percy Goodison là một cầu thủ bóng đá người Anh thi đấu ở vị trí tiền đạo tầm xa.
Goodison được câu lạc bộ ở Football League Second Division Burnley ký hợp đồng năm 1911. Ông chỉ thi đấu 1 trận cho the Clarets trước khi chuyển đến Accrington Stanley ở gần đó sau 1 năm.